# Arrondissement de Sarreguemines
L'arrondissement de Sarreguemines est une division administrative française, située dans le département de la Moselle et la région Grand Est.

## Composition

### Composition actuelle
L'arrondissement de Sarreguemines est composé de 3 cantons :
- canton de Bitche (depuis 1800) ;
- canton de Sarreguemines  (depuis 1800) ;
- l'est du canton de Sarralbe (depuis 2015).

### Ancienne composition
Autrefois, les cantons suivants faisaient partie de l'arrondissement :
- canton de Bistroff (1800-1802) ;
- canton de Breidenbach (1800-1802) ;
- canton de Forbach (1800-1871) ;
- canton de Grostenquin (1800-1871) ;
- canton de Morhange (1800-1802) ;
- canton de Lemberg (1800-1802) ;
- canton de Rohrbach-lès-Bitche (1800-2014) ;
- canton de Saint-Avold (1800-1871) ;
- canton de Puttelange puis Sarralbe (1800-1871, 2000-2014) ;
- canton de Sarreguemines-Campagne (1985-2014) ;
- canton de Volmunster (1800-2014).

### Découpage communal depuis 2015
Depuis 2015, le nombre de communes des arrondissements varie chaque année soit du fait du redécoupage cantonal de 2014 qui a conduit à l'ajustement de périmètres de certains arrondissements, soit à la suite de la création de communes nouvelles. Le nombre de communes de l'arrondissement de Sarreguemines reste quant à lui inchangé depuis 2015 et égal à 83.
Au 1er janvier 2024, l'arrondissement groupe les 83 communes suivantes :
1. Achen
2. Baerenthal
3. Bettviller
4. Bining
5. Bitche
6. Bliesbruck
7. Blies-Ébersing
8. Blies-Guersviller
9. Bousseviller
10. Breidenbach
11. Éguelshardt
12. Enchenberg
13. Epping
14. Erching
15. Ernestviller
16. Etting
17. Frauenberg
18. Goetzenbruck
19. Grosbliederstroff
20. Gros-Réderching
21. Grundviller
22. Guebenhouse
23. Hambach
24. Hanviller
25. Haspelschiedt
26. Hazembourg
27. Hilsprich
28. Holving
29. Hottviller
30. Hundling
31. Ippling
32. Kalhausen
33. Kappelkinger
34. Kirviller
35. Lambach
36. Lemberg
37. Lengelsheim
38. Liederschiedt
39. Lixing-lès-Rouhling
40. Loupershouse
41. Loutzviller
42. Meisenthal
43. Montbronn
44. Mouterhouse
45. Nelling
46. Neufgrange
47. Nousseviller-lès-Bitche
48. Obergailbach
49. Ormersviller
50. Petit-Réderching
51. Philippsbourg
52. Puttelange-aux-Lacs
53. Rahling
54. Rémelfing
55. Rémering-lès-Puttelange
56. Reyersviller
57. Richeling
58. Rimling
59. Rohrbach-lès-Bitche
60. Rolbing
61. Roppeviller
62. Rouhling
63. Saint-Jean-Rohrbach
64. Saint-Louis-lès-Bitche
65. Sarralbe
66. Sarreguemines
67. Sarreinsming
68. Schmittviller
69. Schorbach
70. Schweyen
71. Siersthal
72. Soucht
73. Sturzelbronn
74. Le Val-de-Guéblange
75. Volmunster
76. Waldhouse
77. Walschbronn
78. Wiesviller
79. Willerwald
80. Wittring
81. Wœlfling-lès-Sarreguemines
82. Woustviller
83. Zetting

## Démographie
En 2022, l'arrondissement comptait 95 691 habitants.
| 1968   | 1975   | 1982   | 1990   | 1999   | 2006    | 2011    | 2016   | 2021   |
| ------ | ------ | ------ | ------ | ------ | ------- | ------- | ------ | ------ |
| 94 109 | 95 728 | 97 704 | 97 442 | 99 980 | 100 182 | 100 182 | 99 226 | 96 273 |

| 2022   | - | - | - | - | - | - | - | - |
| ------ | - | - | - | - | - | - | - | - |
| 95 691 | - | - | - | - | - | - | - | - |

## Histoire
En 1800, les huit districts de Moselle disparaissent pour créer les quatre arrondissements de Metz, Briey, Sarreguemines et Thionville.
L'arrondissement de Sarreguemines fut créé par la loi du 19 vendémiaire an IV et modifié à diverses reprises par des dispositions législatives. En 1861, il comprenait 8 cantons, 156 communes et une population de 127 082 habitants.
En 1871, les cantons de Forbach, Grostenquin, Saint-Avold et Sarralbe passent dans l'arrondissement nouvellement créé de Forbach.
De 1871 à 1919 et de 1940 à 1944, l'arrondissement de Sarreguemines renommé Landkreis Saargemünd est sous contrôle allemand.
En 2000, le canton de Sarralbe repasse dans l'arrondissement de Sarreguemines.

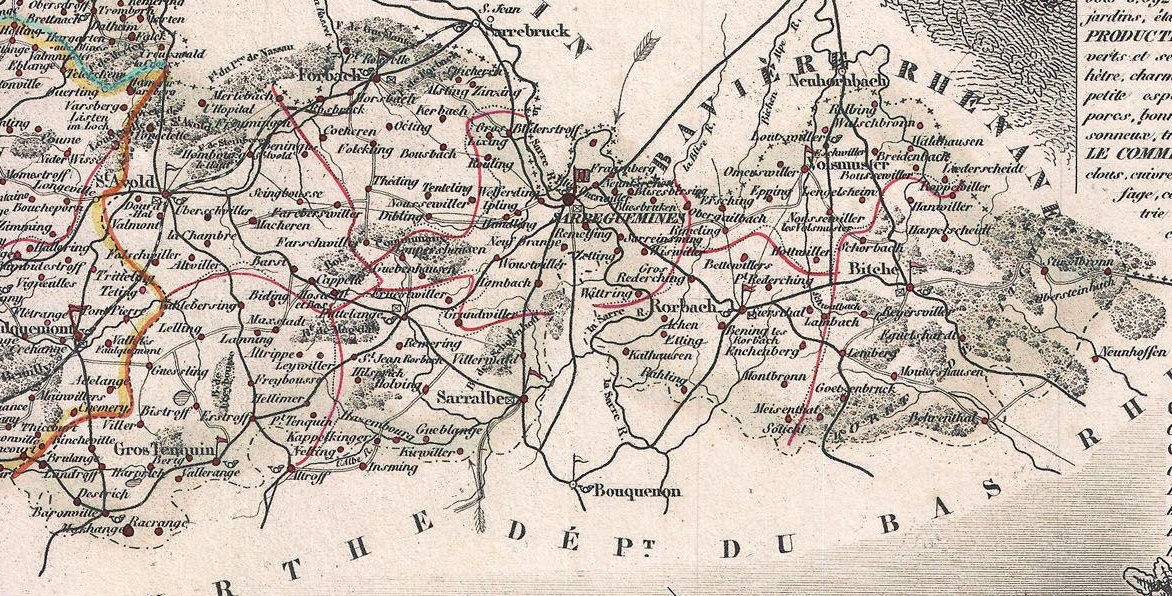
L'arrondissement de Sarreguemines avant 1871.
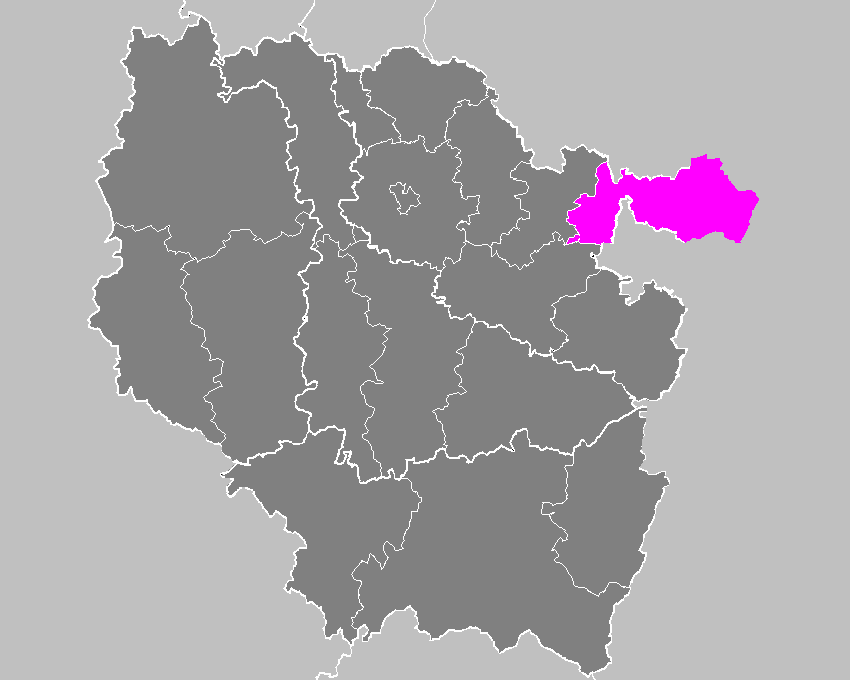
Arrondissements en Lorraine avant 2015.

## Administration
| Période         | Période           | Identité          | Fonction précédente                 | Observation             |
| --------------- | ----------------- | ----------------- | ----------------------------------- | ----------------------- |
| 8 août 1855     |                   | Armand Pihoret    |                                     |                         |
| 13 juillet 1963 | 6 octobre 1967    | Jean Busnel       |                                     |                         |
| 1993            | 1996              | Pierre Gévart     |                                     |                         |
| novembre 1996   | décembre 2005     | Michel Gilbert    |                                     |                         |
| décembre 2005   | 11 avril 2008     | Roland Polycarpe  |                                     |                         |
| mai 2008        | 7 octobre 2013    | Josette Michel    |                                     |                         |
| 8 octobre 2013  | 19 juin 2022,     | Christophe Salin  | sous-préfet de Saint-Dié-des-Vosges | admission à la retraite |
| 14 juin 2022    | 19 septembre 2024 | Dominique Laurent | sous-préfète de Guingamp            |                         |
| 31 octobre 2024 | En cours          | Wassim Kamel (d)  | sous-préfet de Sens                 |                         |